# Modafinil
Modafinil (ook bekend als Provigil of Modiodal) is een middel dat wordt voorgeschreven bij mensen die lijden aan narcolepsie. Het middel wordt niet veel gebruikt, het wordt alleen voorgeschreven door in slaap-/waakstoornissen gespecialiseerde neurologen en meestal alleen als het veel bekendere middel methylfenidaat niet werkt. Het middel is ontwikkeld door het Franse bedrijf Laboratoire Louis Lafon (later Cephalon France) en wordt in Nederland op de markt gebracht onder de merknaam Modiodal.
Niet-geregistreerd gebruik van modafinil vindt ook plaats bij fibromyalgie, myalgische encefalomyelitis of chronischevermoeidheidssyndroom, bij ADHD en bij 'normale' (geen narcoleptische) vermoeidheid. In de Verenigde Staten is het middel aan een opmars bezig als smart drug, waarbij een journalist van New York Magazine de vergelijking met het fictieve geneesmiddel NZT uit de Amerikaanse film Limitless heeft gemaakt. Modafinil zou de cognitieve functies, het geheugen en de leerprestaties kunnen verbeteren. Daarnaast wordt de stimulans modafinil (en vergelijkbare middelen) regelmatig gebruikt door het leger. In dit geval gaat het om de alertheid en veiligheid van militaire piloten en andere bestuurders van voertuigen.

## Dosering

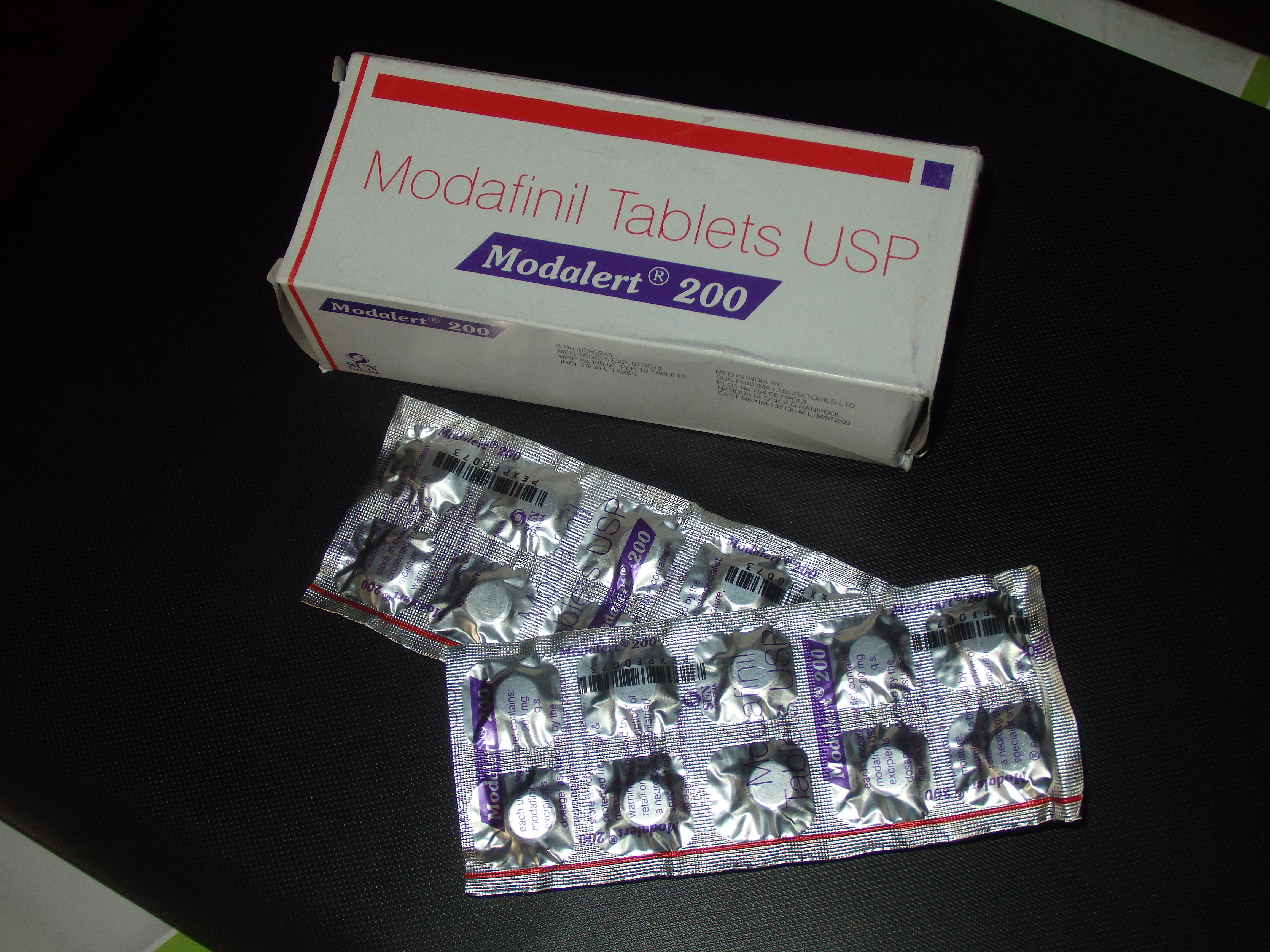
Modafinil (Modalert 200)

Modafinil bestaat enkel in tabletvorm. De dagelijkse dosis is 200 mg modafinil. Na 14.00 uur moeten de tabletten niet meer worden ingenomen omdat er dan problemen met slapen kunnen ontstaan.

## Werking en kinetiek
De werking van modafinil is nog niet helemaal duidelijk. Studies hebben inmiddels aangetoond dat modafinil de heropname van dopamine
door zenuwcellen remt, via blokkering van de dopamine-transporter. Hierdoor neemt de concentratie dopamine tussen zenuwcellen (synaptische spleet) toe. Er is echter geen sprake van verhoogde dopamine-afgifte. Bovendien is de heropname remming relatief zwak. Andere effecten worden nog niet uitgesloten.
Na 2 tot 3 uur is de plasmaconcentratie maximaal. Modafinil wordt in de lever gemetaboliseerd en via de nieren uitgescheiden.

## Bijwerkingen
Modafinil geeft voornamelijk bijwerkingen die verband houden met het centraal zenuwstelsel als aanvallen van nervositeit en slapeloosheid, neiging tot agressiviteit en anorexie. Andere mogelijke bijwerkingen zijn verminderde eetlust, angst, depressie, verwardheid, duizeligheid, slaperigheid, paresthesie, tachycardie, hartkloppingen, wazig zien, vasodilatatie, buikpijn, misselijkheid, droge mond, diarree, dyspepsie, obstipatie, pijn op de borst, asthenie.

## Synthese
De syntheseroute voor racemisch modafinil die in het octrooi van Laboratoire L. Lafon is beschreven verloopt als volgt:
- Benzhydrylthioazijnzuur of 2-(difenylmethylthio)azijnzuur (bovenaan rechts in de figuur) wordt gevormd door de reactie van difenylmethanol, chloorazijnzuur en thio-ureum.
- Benzhydrylthioazijnzuur reageert met thionylchloride tot benzhydrylthioacetylchloride en vervolgens met ammoniak tot benzhydrylthioacetamide (onderaan links).
- Met waterstofperoxide wordt de sulfidegroep geoxideerd tot sulfoxide, zodat benzhydrylsulfinylacetamide (modafinil) ontstaat.